# Kharis Alexiu
Kharis Alexiu, (grec: Χάρις Αλεξίου) (Tebes, Grècia, 27 de desembre de 1950) és una cantant grega.

## Biografia
Va aparèixer en l'escena musical grega a començaments de la dècada dels 70. La seva carismàtica veu combinada amb una manera única d'actuar i una forta presència escènica la van portar molt aviat al més alt. Ha treballat amb la música popular i tradicional grega sense renunciar a altres formes artístiques.
El primer pas important de la seva carrera va ser la seva participació al costat de Giorgos Ntalaras a l'àlbum Mikra Asia (Àsia Menor) escrit per Apostolos Kaldaras i Pitagoras Papastamatiou en 1972. Es va convertir en un àlbum històric, el major èxit de la dècada de 1970, i va ser inclòs en la llista MINOS-EMI’s 100 Greatest Hits of the Century.
El 1975, publica el seu primer àlbum personal: 12 Laika Tragoudia (12 cançons 'Laika'). Una de les cançons d'aquest àlbum Dimitroula, es converteix en un clàssic de tots els temps. El mateix any, apareix als locals nocturns de Plaka, imposant una nova forma de presentar cançons completament diferent de la dels grans clubs nocturns convencionals. És el primer any després de la caiguda de la junta militar, una època per a les cançons polítiques i el ressorgiment de les cançons "rebetika", i Kharis Alexiou canta en aquestos locals cançons tradicionals, balades, cançons modernes, cançons populars i rebetika.
Durant llargs períodes, apareix amb Giorgos Dalaras, Dimitra Galani, Basilis Papakonstantinou i Iannis Parios. Obté grans èxits en els seus concerts en estadis i teatres, amb cançons escrites per autors grecs com Mikis Theodorakis. La seva popularitat assoleix el seu cim i, d'aleshores ençà, és coneguda com a Kharoula de Grècia.
Ha gravat més de trenta àlbums propis, ha participat en àlbums d'altres artistes, tant de famosos com de joves prometedors, i ha estat sempre atenta als nous camins oberts per la música. En 2000 fundà la seva pròpia companyia de discs, Estia, per a produir totes les seves futures iniciatives discogràfiques. Edità l'àlbum Paraxeno Fos (Llum estranya), on es va trobar de nou amb compositors amb els quals havia treballat i collit èxits en el passat.